# 林妙茵
林妙茵，1999年畢業於香港中文大學，前有線新聞港聞助理總採訪主任，主要採訪政治新聞。
林妙茵曾專題訪問過不少政界知名人士，如時為特首候選人的林鄭月娥、前特首董建華、前政務司司長陳方安生及前保安局局長葉劉淑儀。而。
她曾作專員專責報道2007年香港特別行政區行政長官選舉的新聞，亦曾採訪大型示威活動，如2003年香港七一遊行、2005年世界貿易組織第六次部長級會議和出國採訪台灣倒扁行動等，並替有線新聞拍宣傳片。
2009年，她代表香港有線電視參與施政報告論壇，並向行政長官曾蔭權提問。2021年受到有線大裁員影響而離職，在Facebook開設個人專頁發表時事評論。
1. 1 2  . 獨媒報導 (香港). 獨立媒體. 2022-05-21  [2022-08-15]. （原始内容存档于2022-10-12） （中文（香港））.
2. ↑  林妙茵. . 香港. 有線新聞. 2017-03-24  [2022-08-15] （中文（香港））.